# Cyathea klossii
Cyathea klossii är en ormbunkeart som beskrevs av Henry Nicholas Ridley. Cyathea klossii ingår i släktet Cyathea och familjen Cyatheaceae. Inga underarter finns listade.